# ポール・ブラウン (ミュージシャン)
ポール・ブラウン（Paul Brown、1956年7月8日 - ）は、アメリカ合衆国ロサンゼルス出身のレコーディング・エンジニア、音楽プロデューサー。スムーズジャズやフュージョンを中心に活動。2004年からはギタリストやボーカリストも務める。

## 略歴
5歳よりドラムを演奏し始め、7歳でギターを手にする。ビートルズやピーター・ガブリエルをカバーしていた。15歳よりアシスタント・プロデューサーを始める。グラミー賞の受賞歴を2回持つ。
エンジニアとして活動しており、ボビー・コールドウェル等のエンジニアを務める。コールドウェルのツアー中に1991年当時彼のバック・ミュージシャンをしていたボニー・ジェイムスを見出し、成し上げたことでプロデューサーとして一気に名を上げる。ピーター・ホワイトやカーク・ウェイラム、ラリー・カールトン、ノーマン・ブラウン、パティ・オースティン、ジョージ・ベンソン等、数多くのアーティストを手がけ、ヒット・チャートを賑わし、スムーズジャズ・ブームの一翼を担う。
2004年にはギタリストとしてアルバム『アップ・フロント』をスムーズジャズ・レーベルの最大手GRPレコードより発表し待望のソロ・デビューを果たす。自身がプロデュースしたことのあるボニー・ジェイムスやピーター・ホワイトなどが参加。ジャズ・スタンダードの「マイ・ファニー・ヴァレンタイン」やジェームス・テイラーの「寂しい夜 (Don't Let Me Be Lonely Tonight)」等をカバーしており、ボーカル曲にも挑戦している。シングル「24/7」はラジオ&レコーズで2位を獲得。この成績に「プロデューサー以上に一アーティストとしての自信もある」と言う。2005年にはアルバム『ザ・シティ』を発表。より奔放にファンキーなプレイを見せる。
2007年にはピーク・レコードに移り、2月にPaul Brown & Friends名義で『White Sand』を発売。名前にあるように、ジェシー・J、アル・ジャロウ、ボニー・ジェイムス、ボビー・コールドウェル、デイヴィッド・ベノワ、リナ、ユージ・グルーヴ、リック・ブラウンら友人たちを呼んだ、豪勢なアルバムとなっている。

## プロデュース業
| - アル・ジャロウ - カーク・ウェイラム - ジェシー・J - ジェラルド・アルブライト - ジョージ・ベンソン - ジョナサン・バトラー - デイヴィッド・ベノワ - ノーマン・ブラウン - マーク・アントワン | - パティ・オースティン - ピーター・ホワイト - ボニー・ジェイムス - ラリー・カールトン - リチャード・エリオット - リック・ブラウン - ルーサー・ヴァンドロス - ユージ・グルーヴ - 松本孝弘 他多数 |

## ディスコグラフィ

### リーダー・アルバム
- 『アップ・フロント』 - Up Front (2004年、GRP)
- 『ザ・シティ』 - The City (2005年、GRP)
- White Sand (2007年、Peak)
- Foreign Xchange (2009年、eak) ※with マーク・アントワン
- Love You Found Me (2010年、Shanachie)
- The Funky Joint (2012年、Woodward Avenue)
- 『トゥルース・ビー・トールド』 - Truth B Told (2014年、Woodward Avenue)
- One Way Back (2016年、Woodward Avenue)
- Uptown Blues (2018年、Woodward Avenue)
- Ones Upon A Time (2020年、Woodward Avenue)
- Soul Searchin'  (2021年、Shanachie) ※with ラリー・カールトン
- Promised Land (2022年、Shanachie)